# Luis Medina Cantalejo
Luis Medina Cantalejo (né le 1er mars 1964) est un arbitre international espagnol de football.

## Biographie
Il est conseiller sportif et vit à Tomares à l'ouest de Séville. Il est arbitre depuis 2002 et arbitre international FIFA deux ans plus tard lors de Turquie-Géorgie.
Sa 1re finale européenne, il l'arbitra lors du Championnat d'Europe de football espoirs 2004 en Allemagne, avec le match Italie - Serbie-Monténégro (3-0).

Il a également dirigé : 
- 6 matchs du championnat du monde juniors de la FIFA 2005
- des matchs entre le Real Madrid et le FC Barcelone du championnat espagnol
- la finale (CONMEBOL/Océanie), Uruguay-Australie du 16 novembre 2005, (qualificative pour Coupe du monde 2006)
- la finale de la Coupe d'Espagne de football.
- la finale de la Coupe UEFA.

Lors de la Coupe du monde 2006, il a officié pour 3 matchs du 1er tour : Allemagne-Pologne, Pays-Bas-Argentine, et Italie-Australie.
Deux jours après ce dernier match, la FIFA annonce que Medina est l'un des douze arbitres sélectionnés pour le reste du tournoi. Il a arbitré le quart de finale entre le Brésil et la France, le 1er juillet et a été nommé en tant que quatrième arbitre pour la finale de la Coupe du monde entre l'Italie et la France.
Dans cette finale, il a informé l'arbitre du match l'Argentin Horacio Elizondo du coup de tête de Zinedine Zidane sur Marco Materazzi. Lors d'une interview fin 2013, l'arbitre de la rencontre se confie sur cet épisode et admet que ses assistants et lui-même n'ont pas aperçu le coup de tête. Il confirme ainsi les nombreux soupçons sur l'implication du quatrième arbitre dans une décision de jeu. Le doute demeure sur le fait qu'il ait vu directement la scène ou qu'il l'ait vue par un écran vidéo, ce qui est interdit par les règles de l'arbitrage. Il a toujours nié l'avoir vue par vidéo et l'enquête de la FIFA l'indique aussi. Cependant une contre-enquête s'oppose à cela : le quatrième arbitre était penché sur le moniteur dévoilant les ralentis vidéo, une reconstitution 3D montre qu'il lui était très difficile de voir l'action directement depuis sa situation et le délai pour appliquer la sanction par l'arbitre a été très long (2 minutes).